# Philippinische Revolution

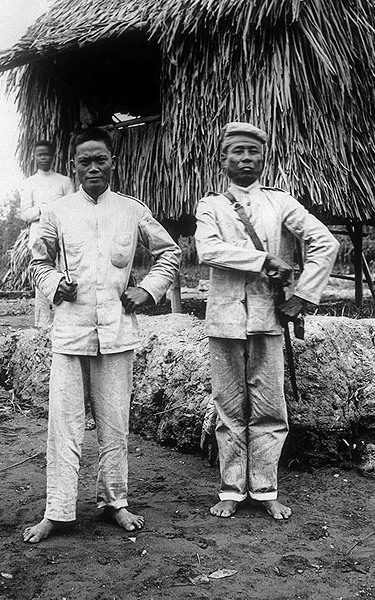
Philippinische Offiziere, 1899

Die Philippinische Revolution (1896–1898) war ein bewaffneter Konflikt zwischen dem Katipunan, einer geheimen Organisation, die die Unabhängigkeit der Philippinen von Spanien anstrebte, und der spanischen Kolonialmacht.

## Vorgeschichte
Als die Revolution im Jahre 1896 begann, hatte die spanische Herrschaft über den philippinischen Archipel bereits mehr als drei Jahrhunderte überdauert. Alle Entscheidungsgewalt konzentrierte sich dabei auf die Kolonialregierung in Manila und die katholische Kirche der Philippinen. In der Realität lag ein Großteil der Macht bei den Mönchen, was dort als frailocracia bezeichnet wurde. Tatsächlich übten die Dominikaner-Mönche eine größere Macht als die Zivilregierung aus, was sich in einer ausgeprägten Kontrolle der Kirche über die philippinische Bevölkerung ausdrückte. Aufgrund der Auferlegung von unverhältnismäßigen Steuern und Zwangsarbeit für die Indios (wie die Filipinos genannt wurden) brachen bereits in der Mitte und im späten 19. Jahrhundert verschiedene Revolten aus, die jedoch erfolglos blieben.
Die Spanier setzten auf die uralte Strategie Divide et impera – teile und herrsche. Die Regierung berief philippinische Truppen aus den Tagalog-Provinzen ein, um Revolten in Ilocos zu unterdrücken, und für die Abwendung von bewaffneten Konflikten in den Visayas zog man die Unterstützung von Rekruten aus der Provinz Pampanga heran. Dies schürte Hass und Uneinigkeit unter den Indios, die bis in das späte 19. Jahrhundert nie eine Einheit erreichten.
Eine Kombination von externen und internen Faktoren beschleunigte schließlich den allgemeinen Willen zu einer Revolution. Der Archipel war ab Mitte des 19. Jahrhunderts offen für die Außenwirtschaft, die sich durch die Eröffnung des Sueskanals 1869 stark erweiterte. Zusammen mit dem Import von Waren erreichten auch westliche Gedankengüter wie das Streben nach Freiheit und Unabhängigkeit den Inselstaat. Lehranstalten, Organisationen, Literatur und andere Instrumente nährten diese Ideale, die von der Kolonialregierung und der etablierten frailocracia als zerstörerisch eingestuft und verboten wurden. Die Filipinos, die durch diese liberalen Konzepte beeinflusst wurden, waren dieselben Leute, die das Land vom ausländischen Handel profitieren ließen: die Ilustrados, Mitglieder der wohlhabenden kaufmännischen Klasse, die ihre Söhne zum Studium nach Spanien und in andere Teile Europas sandten. Viele dieser Studenten, vor allem José Rizal und Graciano López Jaena, gründeten bald eine Reformorganisation unter dem Namen Propaganda Movement (Propagandabewegung).
Der maßgebliche innere Faktor war die Exekution dreier philippinischer Priester. Während der Mitte des 19. Jahrhunderts wurde von Pfarrer Pedro Pelaez eine Kampagne ins Leben gerufen, die das Ziel hatte, die philippinischen Kirchengemeinden zu „naturalisieren“, also, die Kirchen in die Verantwortung von indigenen Geistlichen zu legen. Nachdem Pelaez während eines Erdbebens gestorben war, wurde die Kampagne von den Pfarrern Mariano Gómez, José Burgos und Jacinto Zamora weitergeführt.
Die frailocracia war eisern gegen diese Reformen und suchte nach einem Vorwand, um die als Trio bekannte Gruppe verhaften lassen zu können. Sie bekamen ihre Gelegenheit, als in einem Fort in Cavite eine Meuterei ausbrach. Obwohl diese Revolte von einem unzufriedenen Militäroffizier geführt wurde und keiner der drei Geistlichen darin involviert war, bezichtigten die Zivilregierung und die Kirchenhierarchie sie der Konspiration. Nach einer eilig durchgeführten Verhandlung wurden die drei Priester verurteilt und am 17. Februar 1872 in Bagumbayan in Manila durch die Garrotte hingerichtet. Der mitfühlende Erzbischof von Manila verweigerte danach die Order, ihnen ihre geistliche Kleidung abzunehmen, und ließ stattdessen zum Zeichen der Trauer die Kirchenglocken läuten. Die drei wurden nach ihrem Tod gemeinschaftlich unter dem Akronym Gomburza bekannt.
Die Exekution brachte viele Filipinos auf, und einige Jahre später verkündete ein Ilustrado mit dem Namen José Rizal, dies sei das Ereignis gewesen, das sein Leben verändert habe.

### Propagandabewegung

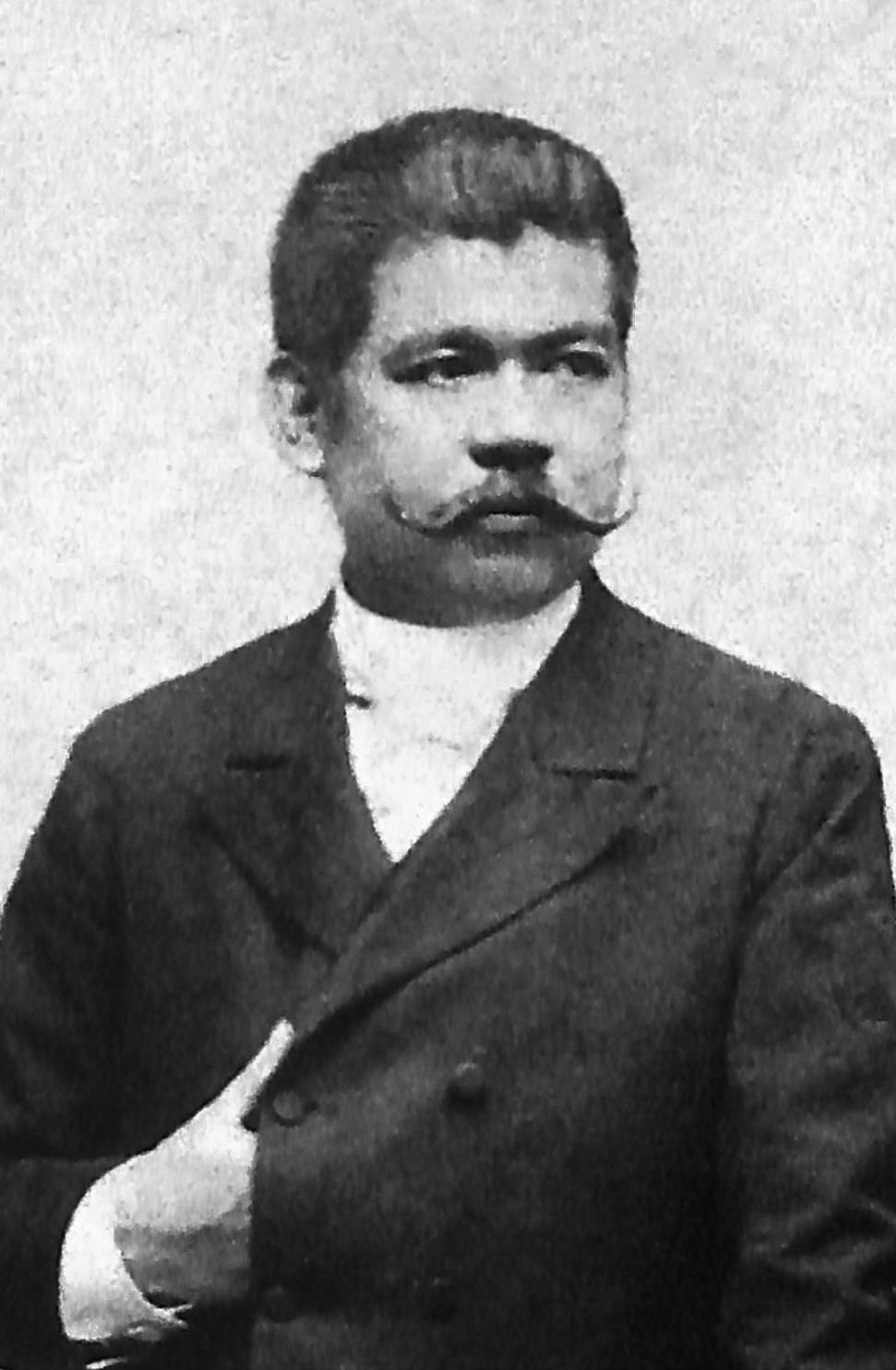
Marcelo H. del Pilar

Eine Gruppe junger philippinischer Ilustrados befand sich zum Studium in Madrid. Sie zeigten sich bald geschockt, als sie sahen, wie sehr sich Spanien von seinen Kolonien unterschied, woraufhin sie sich zur Propagandabewegung zusammenschlossen. Zu ihren Mitgliedern gehörten neben Rizal und López Jaena der sich im politischen Exil befindende Marcelo H. del Pilar, Mariano Ponce und die Luna-Brüder – Juan und Antonio Luna. Gemeinsam gaben sie eine vierzehntäglich erscheinende Zeitung mit dem Namen La Solidaridad heraus. Die Ziele des Blattes waren die Enthüllung von Bestechungen und Offenlegung der Gräueltaten in der philippinischen Kolonie. Die Publikation währte von 1889 bis 1895. Kopien der Ausgaben wurden alsbald auf die Philippinen geschmuggelt und dort heimlich hinter verschlossenen Türen gelesen.
Nach einigen Jahren kam es aufgrund von Meinungsverschiedenheiten zu einer Spaltung innerhalb der Bewegung. Eine Fraktion unterstützte den Führungsanspruch von del Pilar, während die andere zu Rizal stand. Um den Streit beizulegen, entschied sich Rizal nachzugeben, seine Sachen zu packen und Barcelona zu verlassen, wo sich die Gruppe zu diesem Zeitpunkt niedergelassen hatte. Rizals Abreise war bereits ein Signal für den langsamen aber stetigen Zerfall der Organisation. In der Folge verlor die Gruppe durch das baldige Ableben von López Jaena und del Pilar die Möglichkeiten zur Verwirklichung ihrer Ziele, die in der Durchsetzung interner Reformen auf den Kolonien und der Einsetzung von Repräsentanten im Cortes Generales, dem spanischen Parlament bestand. Dennoch erfüllte La Solidaridad, die ihre Inhalte nicht nur zu Lesern in Spanien und den Rest der westlichen Welt brachte, sondern auch ihre Landsleute auf den entfernten Philippinen erreichte, eine wichtige Funktion, indem sie dort das Anwachsen von Unmut und Unzufriedenheit förderte.

### La Liga Filipina
Rizal kehrte 1892 auf die Philippinen zurück und gründete dort La Liga Filipina. Die aufklärerische Organisation sollte Rizals Ziel einer Verwirklichung von Reformen in der Kolonie fortführen. Ungeachtet ihrer bekennenden Absicht einer friedlichen Durchsetzung der Reformen fühlte sich die Regierung bald von der Existenz der Vereinigung bedroht und betrieb deren Auflösung. Sie störte sich vor allem an einer Klausel in ihrer Erklärung, in der die Organisation zur „Verteidigung gegen jedwede Gewalt und Ungerechtigkeit“ aufrief. Am 6. Juli ließ man Rizal schließlich verhaften.
Die einstige Koalition zersplitterte unmittelbar danach in zwei Fraktionen mit unterschiedlichen Absichtserklärungen. Der moderate Flügel nannte sich Cuerpo de Compromisarios und hatte die Zielsetzung, Geldmittel für La Solidaridad zu beschaffen. Der radikale Flügel, unter der Führung eines Lagerhausangestellten namens Andrés Bonifacio, organisierte sich zu einer geheimen Vereinigung, die sich Katipunan nannte und deren Ziel es war, die Unabhängigkeit von Spanien, wenn nötig auch gewaltsam, zu erreichen.

### Katipunan

Die erste Flagge des Katipunan

In der Nacht des 7. Juli 1892 sammelten sich die Mitglieder der ehemaligen La Liga, Ladislao Diwa, Teodoro Plata, Valentín Díaz und Deodato Arellano in einem Haus in der Calle Azcarraga (heute Claro M. Recto Avenue) um Bonifacio und gründeten den Katipunan. Bonifacio wurde von den anderen als Supremo (Oberster Führer) eingesetzt. Die ultimative Bestrebung der geheimen Gemeinschaft war die absolute Freiheit der Nation, wobei die kurzfristige Zielsetzung in der Absetzung der spanischen Administration lag. Sie sammelten in der Folge Gelder für den Erwerb von Waffen und suchten die Hilfe eines Mittelsmannes, der zu einem in Manila angedockten japanischen Schiff gehörte, erhielten aber dort keine Unterstützung. Unter Umständen kamen die Männer in den Besitz einer kleinen Anzahl an geschmuggelten und gestohlenen Gewehren, in jedem Fall war die Mehrheit der Militanten lediglich mit iták und Bolos, lokalen handgefertigten machetenartigen Messern, bewaffnet.
Um ihre revolutionären Ideen zu verbreiten, entschlossen sie sich zur Ausgabe einer Zeitung unter dem Namen Kalayaan (Freiheit). Sie wurde von Emilio Jacinto verfasst und (zusammen mit anderen Dokumenten des Katipunan) auf einer Druckpresse gedruckt, die maßgeblich mit einem Lottogewinn der Katipuneros Francisco del Castillo und Candido Iban erworben wurde. Die beiden sollten später den Katipunan in Panay gründen. Um die spanische Autorität in die Irre zu führen, gab man Marcelo del Pilar, der sich nicht auf den Philippinen befand, als Herausgeber an und nannte Yokohama als Standort der Druckerei. Von der Zeitung wurde jedoch lediglich eine Ausgabe erstellt, da die Katipuneros aus Angst vor einer Entdeckung durch die Spanier die Presse bald zerstörten. Im Anschluss verlagerten sie ihre Aktivitäten in das Büro der Diario de Manila, wo man im Geheimen eine weitere Auflage des Blattes druckte.
Es dauerte nicht lange, bis die Mitgliederzahl des Katipunan deutlich anstieg und sich seine Ziele und Ideale auf andere Provinzen ausbreiteten. Im März 1896 wurden Versammlungen in den Orten San Juan del Monte, San Felipe Neri, Pasig, Pateros, Marikina, Caloocan, Malabon und den umgebenden Gebieten abgehalten. Ein besonderer Versammlungsort war die Pamitinan-Höhle, in ihr sind Steinritzungen von acht führenden Mitgliedern des Katipunan entdeckt worden. Später verbreitete sich die Bewegung in den Provinzen Bulacan, Batangas, Cavite, Nueva Ecija, Laguna und Pampanga. In ihren Reihen fanden sich auch Frauen, wobei das erste weibliche Mitglied bereits im Jahre 1893 aufgenommen wurde. Von einst armseligen 300 Mitgliedern wuchs der Katipunan zu einer Armee von mehr als 30.000 an, was Bonifacio darauf vertrauen ließ, dass die Befreiung von Katagalugan (wie er die Philippinen bezeichnete) unmittelbar bevorstand.

## Revolutionsverlauf

### Der Ruf von Pugadlawin

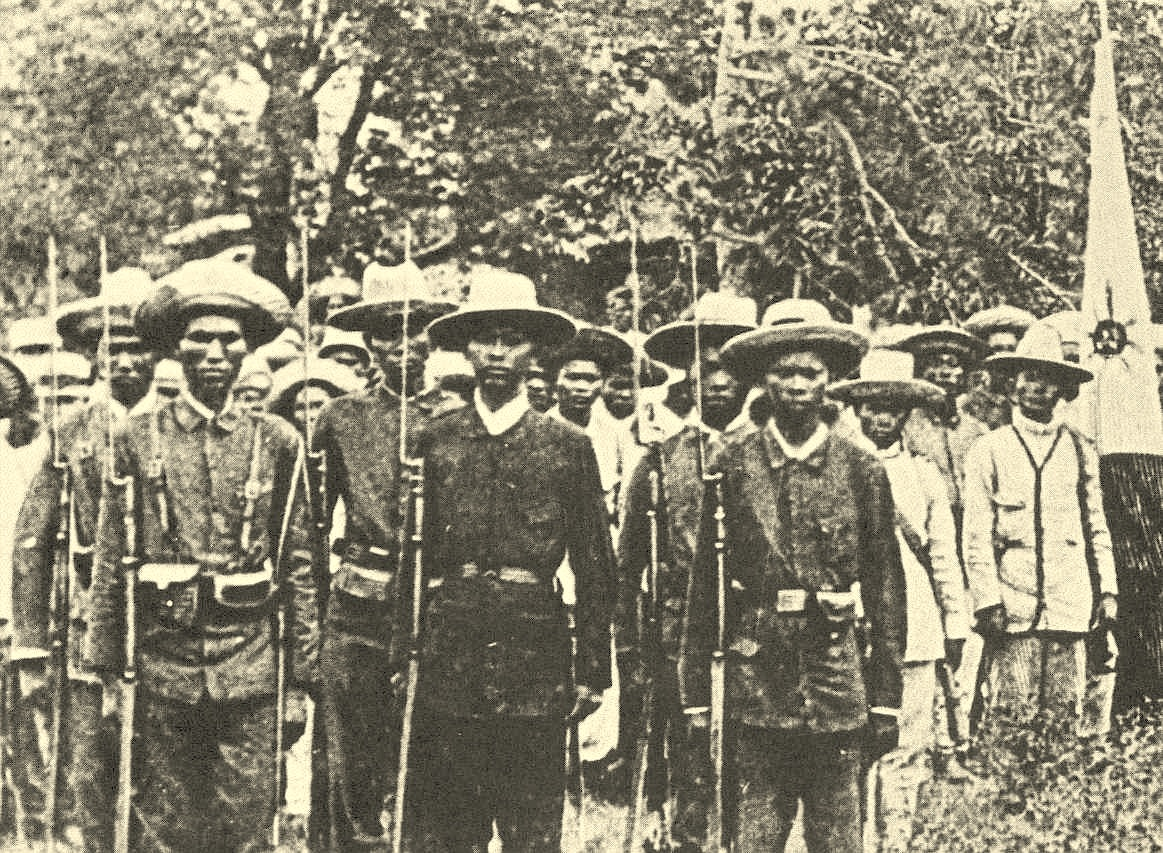
Kampfbereite Katipuneros

1896 hatten sich zwischen zwei Katipuneros, Teodoro Patiño und Apolonio dela Cruz, ein unerbittlicher Streit entwickelt. Aus Rache offenbarte Patiño die Geheimnisse des Katipunan seiner Schwester Honoria, einer Nonne, die diese Informationen direkt an den spanischen Priester Mariano Gil weitergab. Der Priester informierte daraufhin die spanische Obrigkeit, die so zu der Druckerpresse der Diario de Manila geführt wurde. Dort fand man einen Setzstein, der die Botschaften der geheimen Gemeinschaft kennzeichnete und in einem Schrankkasten einen Dolch sowie vertrauliche Dokumente und Mitgliederlisten.
In der Folge wurden zahlreiche Verhaftungen durchgeführt, die einige der einflussreichsten Ilustrados einschlossen. Abhängig von den ihnen vorgeworfenen Vergehen wurden viele der Inhaftierten eingekerkert oder hingerichtet.
Die Neuigkeiten erreichten schnell die oberste Führungsebene der Organisation. Panikartig beriefen sie eine Zusammenkunft der verbliebenen Mitglieder ein, zuerst in Kangkong und anschließend in einem Haus des Katipunero Juan Ramos in Pugadlawin in Balintawak. Das erste Treffen hatte keine Ergebnisse zu verzeichnen. Das zweite Aufeinandertreffen begann Andres Bonifacio mit der Erklärung, er hätte das nicht enden wollende Gezanke satt. Daraufhin zerriss er seine cedula (Aufenthaltserlaubnis) und schrie Mabuhay ang kalayaan ng Pilipinas! (Lang lebe die philippinische Unabhängigkeit!) Es war ein Ruf nach Bewaffnung, den die Mehrheit der Anwesenden teilte und der den Beginn der Revolution bedeutete. Die Ereignisse des 23. August werden auf den Philippinen als Sigaw sa Pugad Lawin (deutsch: Ruf des Falkennestes) bezeichnet.
Das erste bewaffnete Aufeinandertreffen zwischen spanischen Kolonisten und einer kleinen Gruppe von Katipuneros folgte in Pasong Tamo in Caloocan und bedeutete einen kleinen symbolischen Sieg für die Revolutionäre. Die erste nennenswerte Schlacht fand in San Juan del Monte in Manila statt. Die Katipuneros gewannen die „Eröffnung“, wurden jedoch von den nachrückenden Truppen des Generalgouverneurs Ramón Blanco unter großen Verlusten zurückgeschlagen. Bonifacio befahl seinen Männern daraufhin, sich nach Mandaluyong zurückzuziehen.

### Der Tod Rizals
Nicht lange nach dem verlustreichen Kampf in San Juan (das Gebiet ist heute unter der Bezeichnung Pinaglabanan (Schlachtfeld) bekannt) flammten verschiedene Aufstände in anderen Provinzen auf. Generalgouverneur Ramón Blanco entschied sich daraufhin, über die acht Provinzen Manila, Bulacan, Cavite, Pampanga, Tarlac, Laguna, Batangas und Nueva Ecija den Ausnahmezustand zu verhängen. Diese Provinzen repräsentierten später die acht Strahlen der Sonne in der Flagge der Philippinen. Die Anzahl von Verhaftungen und Verhören erhöhte sich und viele Filipinos überlebten die von den Spaniern angewandten Folterungen nicht.
Als die Revolution ausbrach, lebte Rizal im politischen Exil in Dapitan und hatte sich gerade entschlossen, als Arzt nach Kuba zu gehen, wo zu diesem Zeitpunkt eine gleichartige Revolution im Gange war. Doch anstatt ihn wie versprochen nach Barcelona zu bringen, von wo aus er nach Kuba weiterreisen wollte, gab das Schiff mit Rizal an Bord einem Befehl aus Manila nach, mit der Order, ihn in die Hauptstadt zu überführen. Dort nahm man ihn fest und sperrte ihn in das Fuerza de Santiago. Hier verfasste er sein Gedicht Mi Ultimo Adios (Mein letztes Lebewohl), während er seine Exekution erwartete, die zuvor von einem Militärtribunal verhängt worden war. Am 30. Dezember 1896 wurde er in Bagumbayan in Manila hingerichtet. Obwohl Rizal den Katipunan und jedweden bewaffneten Konflikt von Beginn an ablehnte, wurde er aufgrund seines Märtyrertodes und seiner aufwieglerischen Schriften gegen die spanische Herrschaft zu einem Helden der Revolution erhoben. Seine Hinrichtung entflammte den Zorn der philippinischen Masse und sicherte so die bedingungslose Fortführung der Revolution.

### Cavite

Foto von Emilio Aguinaldo.

Die Provinz Cavite entwickelte sich schnell zu einer Hochburg der Unruhen. Eine Revolutionsgruppe unter der Führung des jungen Generals Emilio Aguinaldo erzielte eine Reihe von beachtenswerten Siegen, angefangen mit der Schlacht von Imus am 1. September 1896 unter der Mithilfe von Jose Tagle, dem Oberhaupt eines Ortsteils von Imus. Schon bald kam die Frage nach der Führung der sich ausweitenden Revolution auf. Die Magdiwang-Fraktion, geführt von Bonifacios Onkel Mariano Álvarez, bestand auf Bonifacio als Obersten Führer, da er deren Begründer gewesen war. Die Magdalo-Fraktion, mit Emilios Cousin Baldomero Aguinaldo an der Spitze, sprach sich hingegen für „Heneral Miong“ (Emilios Spitzname) als Kopf des bewaffneten Kampfes aus, aufgrund seiner militärischen Erfolge auf dem Schlachtfeld, während sich Bonifacio nur zurückschlagen ließ. Die Reibungen zwischen beiden Verbänden verstärkten sich, da beide Parteien sich weigerten, miteinander zu kooperieren und einander bei den Kämpfen zu unterstützen. Als Resultat dieser Uneinigkeiten gewann die spanische Armee, nun unter dem Kommando von Generalgouverneur Camilo de Polavieja, stetig an Boden.

### Tejeros Versammlung
Um eine Einheit des Katipunan zu erreichen, lud der Magdalo-Flügel Bonifacio, der gerade in der Morong-Provinz (heute Rizal) kämpfte, nach Cavite, dem Heimatboden von Aguinaldo, ein. Bonifacio stimmte widerstrebend zu. Am 31. Dezember sollte eine Zusammenkunft in Imus die Führungsfrage ein für alle Mal klären. Die Magdalo-Gruppierung sprach sich dabei für die Einrichtung einer pamahalaang mapanghimagsik (Revolutionsregierung) ein, die den Katipunan ersetzen und die Fortführung der Kämpfe gewährleisten sollte. Auf der anderen Seite favorisierte die Magdiwang-Fraktion die Weiterführung des Katipunan mit dem Argument, dass diese Organisation selbst bereits eine Regierung repräsentiere. Die Zusammenkunft endete ohne Ergebnis.
Am 27. März 1897 wurde ein weiteres Treffen in Tejeros abgehalten mit dem Aufruf, die Amtsträger für die pamahalaang mapanghimagsik zu wählen. Bonifacio, erneut skeptisch, erhielt den Vorsitz für die Durchführung der Wahl.
Bonifacio war sich sicher, dass er zum Präsidenten gewählt werden würde, da sich sein Hauptkonkurrent Aguinaldo an der Front in Pasong Santol befand. So ermahnte er die Beteiligten eindringlich, das Ergebnis der Wahl uneingeschränkt zu respektieren. Als die Stimmen jedoch ausgezählt waren, zeigte sich, dass die Führung der Revolution von der Mehrheit Aguinaldo zugesprochen wurde. Laut des Historikers Ambeth Ocampo verlor Bonifacio nicht zuletzt aufgrund von dagdag-bawas – Wahlbeeinflussung durch Hinzufügung und Wegnahme von Stimmen. Statt der Revolutionsführung wurde ihm eine weniger wichtige Position zugesprochen, indem man ihn zum Außenminister bestimmte. Zudem wurde seine Qualifikation für dieses Amt von einem Magdalo-Anhänger, Daniel Tirona, angezweifelt. Bonifacio, obwohl belesen, gehörte von seiner Herkunft her nicht der Oberklasse an und hatte lediglich einen Grundschulabschluss vorzuweisen. Gedemütigt zog Bonifacio eine Pistole und wurde von Artemio Ricarte gerade noch davon abgehalten, seinen Kritiker zu erschießen. Bonifacio erklärte daraufhin wutentbrannt das Wahlergebnis für null und nichtig und verließ in Rage den Ort der Versammlung. Am folgenden Tag leistete Aguinaldo seinen Amtseid als Präsident der Revolutionsregierung in Santa Cruz de Malabon (heute Tanza in Cavite) zusammen mit den restlichen neu gewählten Offiziellen mit Ausnahme Andrés Bonifacios.

### Der Tod Bonifacios

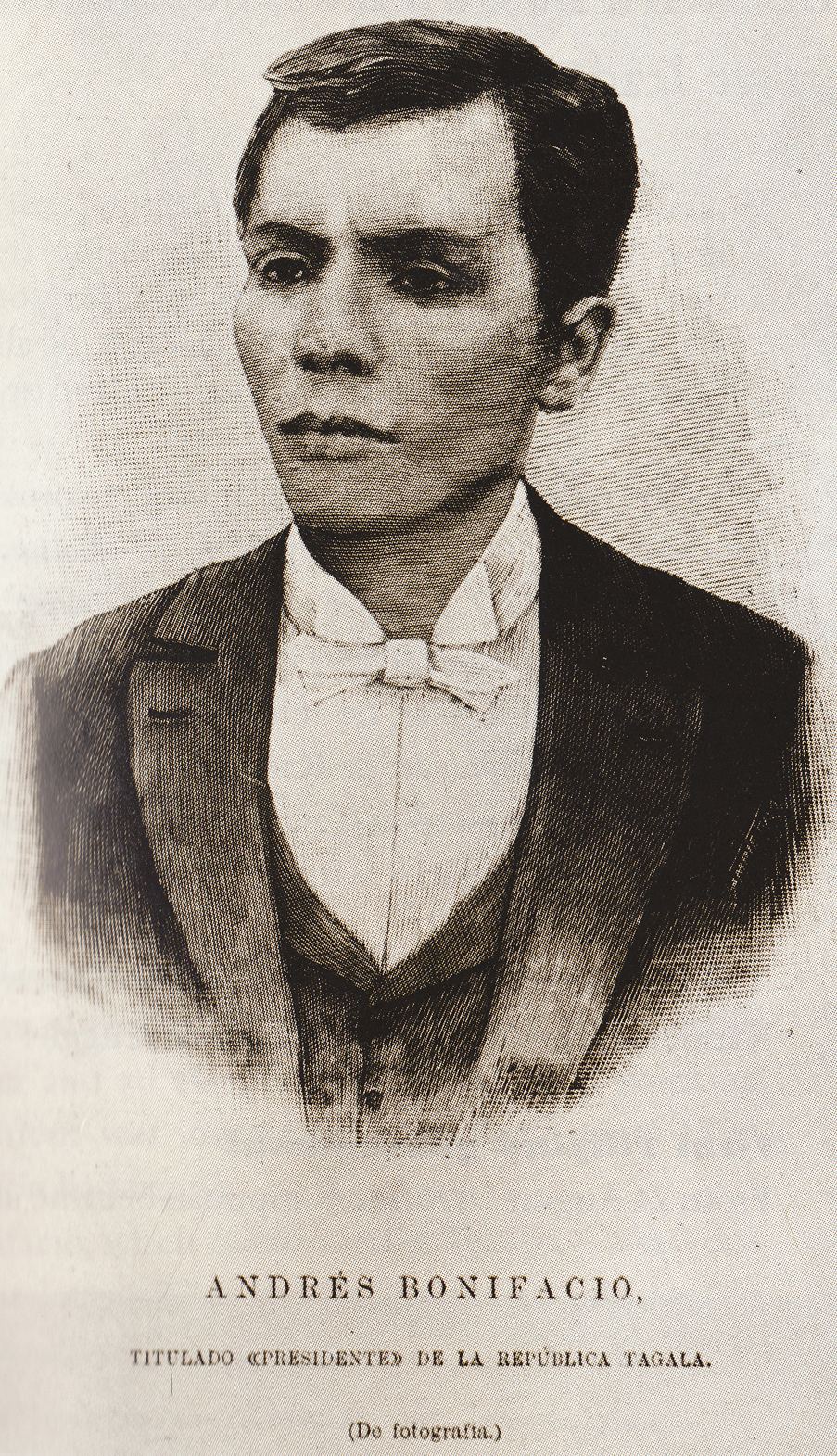
Andrés Bonifacio.

In Naic schloss Bonifacio mit seinen ihn begleitenden Offizieren das Naic Military Agreement (Militärübereinkunft von Naic), ein schriftliches Übereinkommen, nach dem eine Gegenregierung zu der Aguinaldos eingerichtet, das Ergebnis der Wahl von Tejeros verworfen und Bonifacio als „wahrer“ Supremo eingesetzt werden sollte. Als Aguinaldo von diesem Papier Kenntnis bekam, ordnete er umgehend die Verhaftung von Bonifacio und dessen Anhängern an.
Colonel Agapito Benzon traf in Limbon auf die Gruppe der Gesuchten. Bei dem darauf folgenden Schusswechsel wurden Bonifacio und sein Bruder Procopio verwundet, während sein anderer Bruder Crispulo getötet wurde. Die beiden wurden anschließend nach Naic gebracht, um sie dort vor ein Tribunal zu stellen.
Das Consejo de Guerra (Kriegsgericht) verhängte nach einer kurzen Verhandlung über die beiden Brüder die Todesstrafe unter der Anklage des Aufruhrs und des Verrates. Aguinaldo war anfangs bestrebt, die Strafe in eine Deportation umzuwandeln, zog aber aufgrund des Druckes seiner anderen Offiziere seine Entscheidung wieder zurück.
Am 10. Mai führte Colonel Lazaro Macapagal auf Befehl des ehemaligen Unterstützers Bonifacios, General Mariano Noriel, die Exekution von Andrés und Procopio Bonifacio am Mt. Buntis in Maragondon, Cavite durch. Die beiden Leichname wurden schließlich in einer flachen Grube beerdigt, die nur von einigen Zweigen bedeckt wurde.

### Biak-na-Bato

Flagge der Republik von Biak-na-Bato.

Durch die Aufstockung der Truppenstärke mit neuen Rekruten aus Spanien gelang es den Regierungstruppen, verschiedene Ortschaften in Cavite zurückzuerobern. Die erfolgreiche Zurückdrängung des Katipunan kann aber auch auf die Konfliktsituation zurückgeführt werden, die innerhalb der Organisation aufgrund der Ermordung Bonifacios herrschte. Da viele ihm loyal zur Seite gestanden hatten, weigerten sie sich nun, sich dem Kommando Aguinaldos unterzuordnen. Dies alles schreckte Aguinaldo jedoch nicht davor ab, die Kampfhandlungen weiterzuführen. Die Truppen bewegten sich nordwärts von einem Ort zum nächsten, bis sie sich in den Höhlen von Biak-na-Bato, in der Nähe der Gemeinde San Miguel de Mayumo in Bulacan, niederließen. Hier erklärte man den unter dem Namen Republic of Biak-na-Bato (Republik von Biak-na-Bato) bekannten Revolutionsstaat. Unter der Schriftführung von Isabelo Artacho und Felix Ferrer arbeitete man den Entwurf einer Verfassung aus, die auf der ersten Verfassung von Kuba basierte.
Der neu eingesetzte Generalgouverneur Fernando Primo de Rivera sah die Lage auf seiner Seite ebenfalls kaum verbessert. In einer Erklärung sagte er: „Ich kann Biak-na-Bato problemlos nehmen. Jede Armee kann es nehmen. Aber die Rebellion kann ich damit nicht beenden.“ Aus diesem Grund entschied er, den Revolutionären die Hand zum Frieden zu reichen. Der Anwalt Pedro Paterno wurde als Verhandlungsführer zwischen beiden Seiten auserwählt. Vier Monate lang reiste er zwischen Manila und Biak-na-Bato hin und her. Seine Arbeit trug Früchte, als am 14.–15. Dezember 1897 der Pakt von Biak-na-Bato unterzeichnet wurde. Auf insgesamt drei Dokumenten verteilten sich folgende Zielsetzungen:
- Die Aufgabe Aguinaldos und des Restes der Revolutionsstreitkräfte.
- Amnestie für diejenigen, die sich an der Revolution beteiligt hatten.
- Gang der Führung der Revolution ins Exil nach Hongkong.
- Zahlungen der spanischen Regierung an die Revolutionsführung in drei Raten: 400.000 Peso nach Verlassen des Landes, 200.000 Peso bei Übergabe von mindestens 700 Gewehren und weitere 200.000 Peso im Falle der Erklärung einer Generalamnestie.

In Übereinstimmung mit der ersten Klausel verließ Aguinaldo zusammen mit 25 der höchsten Führungspersönlichkeiten das Land und begab sich mit 400.000 Peso in den Taschen in die Verbannung nach Hongkong. Der Rest der Männer bekam 200.000 Peso, wobei die dritte Rate nie ausgezahlt wurde, da eine Generalamnestie aufgrund der immer wieder aufflammenden Scharmützel nie erklärt werden sollte. In Hongkong wurde das Hongkong-Komitee gegründet, mit dem die Revolutionäre den Kampf auf den Philippinen unterstützten, indem sie eine breite Öffentlichkeit informierte über die Vorgänge auf den Philippinen, während der Endphase der Revolution und des philippinisch-amerikanischen Krieges.

### Die Revolution setzt sich fort
Nicht alle Generäle der Revolutionskämpfer erklärten sich mit dem Vertrag einverstanden. Einer von ihnen, General Francisco Makabulos, richtete ein zentrales Exekutivkomitee ein, das als Interimsregierung dienen sollte, bis eine geeignete gefunden war. In der Folge keimten weitere bewaffnete Konflikte auf, diesmal in praktisch allen Provinzen der spanisch regierten Gebiete der Philippinen. Die Spanier fuhren ihrerseits fort, Verhaftungen und Folterung unter der Anklage des „Banditentums“ durchzuführen.
Der Pakt von Biak-na-Bato signalisierte somit nicht das Ende des Krieges. Aguinaldo und seine Männer waren sich ohnehin sicher, dass die spanische Regierung nie den Rest der Summe unter der Bedingung der Aufgabe auszahlen würde. Weiterhin zweifelten sie daran, die Spanier würden ihrem Zugeständnis nach einer Amnestie tatsächlich nachkommen. Der Aufenthalt in ihrem Exil erneuerte nun ihre Bereitschaft, für die Durchsetzung einer Amtsenthebung der Kolonialregierung und der vollständigen Unabhängigkeit zu kämpfen. Aus diesem Grund erwarben sie neue Waffen und Munition, um sich für eine neue Belagerung zu wappnen.

### Amerikanische Intervention

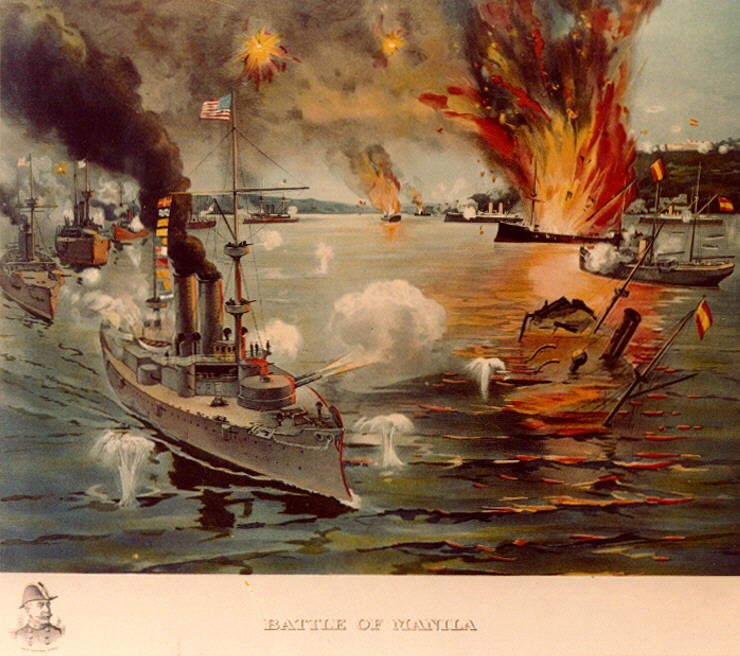
Gemälde der Schlacht in der Bucht von Manila

Am 15. Februar 1898 explodierte und sank die Maine der United States Navy im Hafen von Havanna. Das Ereignis stand in Zusammenhang mit der kubanischen Revolution, die zu dieser Zeit im Gange war, und führte im April des Jahres zu einer Kriegserklärung der Vereinigten Staaten gegenüber Spanien.
Am 25. April fuhr Kommodore George Dewey mit einer Flotte von sieben Schiffen in Richtung Manila. Bei seiner Ankunft am 1. Mai trat ihm eine Flotte von zwölf Schiffen unter dem Kommando von Admiral Patricio Montojo entgegen. Die folgende vierstündige Schlacht in der Bucht von Manila endete mit der vollständigen Zerstörung der spanischen Flotte. Dewey forderte danach Truppenunterstützung an und errichtete währenddessen eine vollständige Blockade der Bucht von Manila, die jedweden Schiffsverkehr der Spanier unterband.

### Aguinaldos Rückkehr
In der Zwischenzeit besuchten die Konsuln der Vereinigten Staaten E. Spencer Pratt und Rounceville Wildman Emilio Aguinaldo in seinem Exil in Hongkong. Die beiden legten Aguinaldo nahe, die Führung der Revolution wieder einzunehmen. Dieser stimmte daraufhin zu, Kommodore Dewey auf die Philippinen zurückzubegleiten.
Als Aguinaldo nach einem flüchtigen Aufenthalt in Singapur (wo er mit Pratt zusammentraf) nach Hongkong zurückkehrte, war Dewey bereits nach Manila zurückgereist. Er hinterließ jedoch Instruktionen, die Aguinaldos Rückkehr auf die Philippinen ermöglichen sollten. Aguinaldo ging somit am 17. Mai 1898 an Bord des Schiffes McCulloch und kam zwei Tage danach in Cavite an.
Öffentliche Jubelkundgebungen markierten dort die Rückkehr des Generals. Verschiedene Revolutionäre wie auch philippinische Soldaten im Dienst der spanischen Kolonialarmee unterstellten sich in der Folge Aguinaldos Kommando. Bereits kurze Zeit danach vereinigten sich die Filipinos aus Imus und Bacoor in Cavite, aus Parañaque und Las Piñas in Morong, aus Macabebe und San Fernando in Pampanga, genauso, wie aus Laguna, Batangas, Bulacan, Nueva Ecija, Bataan, Tayabas (heute Quezon), und den Camarines Provinzen. Mit diesem neu gewonnenen Selbstvertrauen schaffte man es, den Hafen von Dalahican in Cavite zu sichern.

### Ausgang
Die spanische Kolonialregierung, nun unter dem Oberkommando von Basilio Augustín y Dávila, reagierte mit der Gründung einer Freiwilligenmiliz und der Einrichtung einer beratenden Vereinigung, um den Filipinos unter Aguinaldo sowie den Amerikanern entgegenzutreten. Beide Gruppierungen bestanden aus philippinischen Rekruten, die jedoch letztlich loyal zu den Revolutionskräften standen. Die Freiwilligenmiliz lief bald zur feindlichen Seite über, während die Vereinigung, unter dem Vorsitz von Paterno, niemals eine Möglichkeit bekam, ihre Zielsetzungen durchzusetzen.

## Erklärung der Unabhängigkeit
Im Juni befand sich die gesamte Insel Luzon, mit Ausnahme von Manila und dem Hafen von Cavite, in philippinischer Hand. Die Revolutionstruppen zogen einen Belagerungsring um Manila und schnitten so die Stadt von der Wasser- und Nahrungsmittelversorgung ab. Nachdem sich der Großteil des Archipels unter seiner Kontrolle befunden hatte, entschied Aguinaldo, es wäre an der Zeit für die Einrichtung einer offiziellen philippinischen Regierung.
Als Aguinaldo aus Hongkong ankam, trug er eine Kopie eines Planes bei sich, einen Entwurf von Mariano Ponce, der die Einsetzung einer Revolutionsregierung beinhaltete. Auf Ratschlag von Ambrosio Rianzares Bautista wurde am 24. Mai 1898 ein autokratisches Regime gegründet, das alle Macht auf Aguinaldo vereinte.
Unter dieser Diktatur wurde schließlich am 12. Juni 1898 in Aguinaldos Haus in Kawit, Cavite endgültig die philippinische Unabhängigkeit ausgerufen. Man entrollte daraufhin die erste Flagge der Philippinen und spielte zum ersten Mal die Nationalhymne.
Apolinario Mabini, Aguinaldos engster Berater, sprach sich offen gegen Aguinaldos Entscheidung einer diktatorischen Herrschaft aus. Er befürwortete stattdessen eine Reform der bestehenden Regierung, die die Voraussetzung von Stabilität und Kompetenz eher mit sich brachte. Aguinaldo schlug diese Erwägung aber aus, wobei es Mabini gelang, ihn zur Änderung seiner Verwaltungsstruktur zu bewegen, weg von der geplanten autokratischen und hin zu einer revolutionären. Am 23. Juli verkündete Aguinaldo schließlich das Bestehen der Revolutionsregierung.

## Folgen

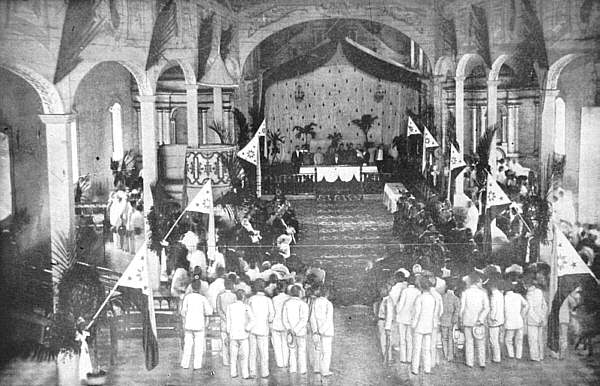
Der Revolutionskongress in der Kathedrale von Malolos

Die Erklärung der Unabhängigkeit am 12. Juni beendete jedoch keinesfalls die Revolution. Die Filipinos schafften es bis zum Dezember nicht, die spanisch kontrollierten Gebiete der Philippinen zu vereinen und Manila einzunehmen. Die Hauptstadt fiel erst im August des folgenden Jahres, allerdings in amerikanische Hände, und die Vereinigten Staaten weigerten sich bis 1946, den Philippinen eine vollständige und uneingeschränkte Autonomie zu gewähren.
Gemäß dem zuvor vereinbarten Beschluss, der die Einsetzung einer Revolutionsregierung empfahl, wurde in der Barasoain-Kirche in Malolos in der Provinz Bulacan, der Congreso Revolucionario (Revolutionskongress) abgehalten. Alle Delegierten dieses Kongresses entstammten jedoch der Oberklasse, den Ilustrado, was ein deutliches Zeichen für den Wechsel darstellte, der sich zur proletarischen Führung von Tejeros vollzogen hatte.
Mabini rief dazu auf, eine Zusammenkunft zur Ausarbeitung einer Verfassung einzuberufen, und als er damit keinen Erfolg hatte, setzte er selbst einen Verfassungsentwurf auf, der jedoch ebenfalls auf Ablehnung stieß. Stattdessen kam ein Entwurf des Ilustrado-Anwaltes Felipe Calderón y Rocakam auf den Tisch und bildete den Rahmen des von der Versammlung erstellten ersten Verfassungskonzeptes.
Am 29. November beschloss die Versammlung, heute unter dem Namen Malolos-Kongress bekannt, die Annahme des Verfassungsentwurfs. Aguinaldo, der Mabini immer hoch schätzte und seinen Ratschlägen große Beachtung zukommen ließ, verweigerte dem Werk jedoch vorerst seine Unterschrift. Am 21. Januar 1899, nachdem einige wenige Modifikationen aufgrund Mabinis Argumenten eingebracht worden waren, wurde die Verfassung der Philippinen vom Kongress endgültig genehmigt und von Aguinaldo letztendlich unterzeichnet.
Zwei Tage danach wurde in Malolos die Philippinische Republik (auch Erste Republik oder Malolos Republik genannt) mit Emilio Aguinaldo als erstem Präsident feierlich eingeweiht.

### Vermächtnis
Obwohl die erste philippinische Republik von den meisten Nationen überhaupt nicht wahrgenommen wurde, war sie dennoch bedeutsam, da sie das Verlangen und den Kampfeswillen repräsentierte, den ein kolonisiertes Volk in seinem Streben nach Unabhängigkeit von seiner Kolonialmacht aufzubringen vermag.
Der Verlauf der Revolution zeigte weiterhin, wie Uneinigkeit und Zwiespalt einen Freiheitskampf beeinträchtigen können. Die internen Auseinandersetzungen zwischen Bonifacio und Aguinaldo waren ein Grund dafür, dass die Revolution in ihrer entscheidenden Phase ins Stocken geriet. In der Folge führte die Weigerung vieler Anhänger Bonifacios, sich dem Kommando Aguinaldos zu unterwerfen dazu, dass die Revolution letztendlich weder zu einer direkten noch zu einer vollständig anerkannten Unabhängigkeit der Nation führte.
Trotz dieser politischen Differenzen war das philippinische Volk durch die Revolution zum ersten Mal in seiner Geschichte als Gesamtes vereint. Vor und während der spanischen Kolonialherrschaft gab es nie etwas, was als „Philippinisches Volk“ hätte angesehen werden können. Die Nation war aufgeteilt in ethnische und regionale Gruppen, die 77 verschiedene Dialekte sprachen und deren Hang zur eigenen Sprache und der territorialen Zugehörigkeit ein nationales Empfinden verhinderten. Mit der Revolution sahen sich die Menschen nicht mehr als vorwiegend Cebuanos, Tagalogs, Ilocanos, Kapampangans usw. an, sondern zuallererst und vorrangig als „Filipinos“.

## Rezeption
- 2016: Hele Sa Hiwagang Hapis